# Love-de-Lic
Love-de-Lic, Inc. (ラブデリック, Rabuderikku) was een Japanse computerspelontwikkelaar. Het bedrijf werd opgericht door Kenichi Nishi in 1995. Voor het bedrijf werkten veel oud-werknemers van Square. Na het maken van drie RPGs werd het bedrijf in 2000 opgeheven, waarna de werknemers zich verspreidden onder andere kleine en onafhankelijke computerspelbedrijven, zoals skip Ltd., Vanpool en Punchline.
De naam "Love-de-Lic" komt van Nishi's voorliefde voor het Yellow Magic Orchestra, specifiek het album Technodelic.

## Spellen
- Moon: Remix RPG Adventure - (1997, PlayStation)
- UFO: A Day in the Life - (1999, PlayStation)
- L.O.L.: Lack of Love - (2000, Dreamcast)

## Medewerkers
- Kenichi Nishi
- Taro Kudo
- Akira Ueda
- Yoshiro Kimura
- Keita Eto
- Kazuyuki Kurashima
- Hirofumi Taniguchi
- Ryuichi Sakamoto
- Hiroshi Suzuki